# 王儼 (正統進士)
王儼（1414年—？年），字民望，江西吉安府泰和縣人，明朝政治人物。

## 生平
正統七年（1442年）壬戌科第二甲第四十七名進士。選行人司行人，升任戶科給事中，調刑科。
天順三年（1459年）因同修武伯沈煜在冊封潘府期間受賄，為錦衣校尉所發，下獄治罪，貶為山東郯城縣主簿，致仕歸鄉去世。